# Aerofon hangszerek

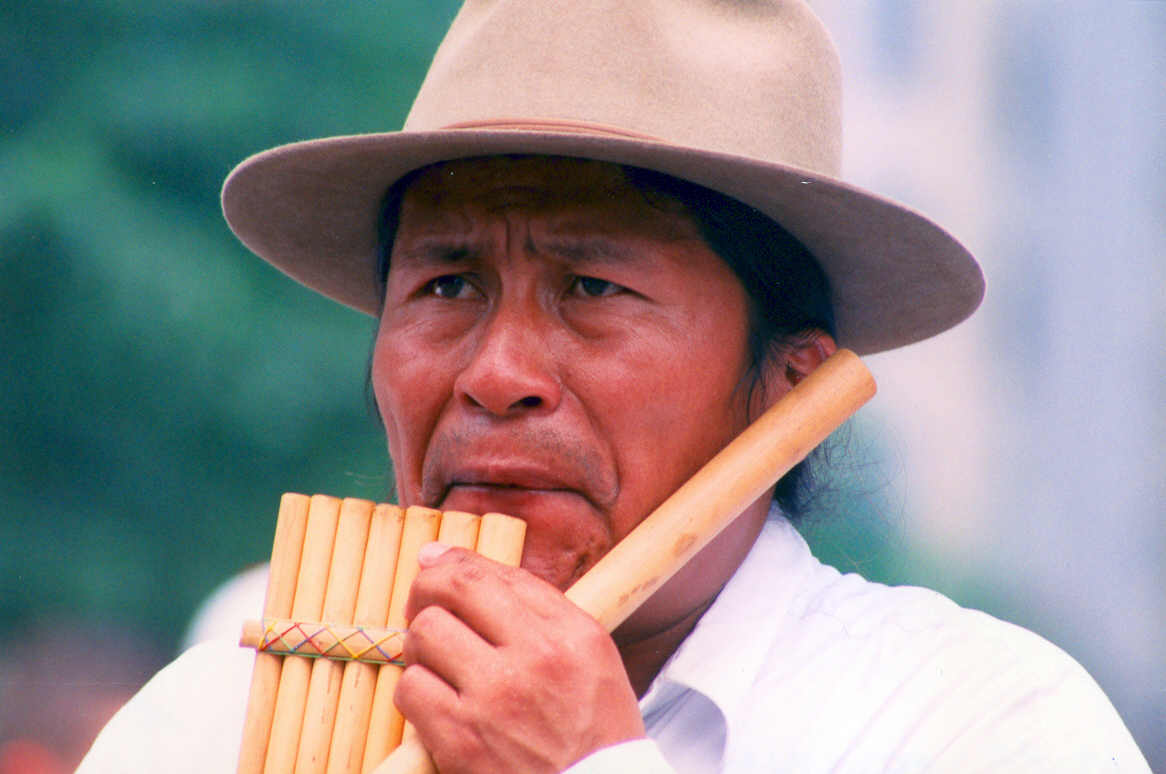
Dél-amerikai aerofon hangszerek: siku és quena

Aerofon (vagy aerophon) hangszereknek nevezzük azokat a hangszereket, amelyek hangját elsődlegesen a levegőben magában (ógörög ἀήρ = levegő) végbemenő valamilyen esemény hozza létre. Ide tartoznak elsősorban a fúvós hangszerek, az orgona és a különböző harmonikaszerű hangszerek, de sok olyan, a zenében viszonylag szokatlan hangkeltő eszköz is, mint az ostor, a sziréna vagy a zúgattyú.
Az aerofonok a hangszerek Sachs–Hornbostel-féle osztályozásában alapvető kategóriát képeznek az idiofon, a membranofon és a kordofon hangszerek mellett. Az aerofonok osztályának két alkategóriája van: a szabad aerofon hangszerek és a szorosabb értelemben vett fúvós hangszerek.

## Működése
Mint a legtöbb hangszernél, az aerofonoknál is találkozunk három, hangtani szerepe szerint
megkülönböztethető résszel, melyek egymással akusztikai csatolásban vannak:
1. az elsődleges hangkeltő szerkezet
2. a rezonátor, legtöbbször cső vagy üreg
3. a hang kicsatolását, sugárzását végző alkatrész.

### Hangkeltők
Az elsődleges hangkeltés kétféle módon történhet:
1. a levegőben periodikus sebességingadozás, vagy
2. periodikus nyomásingadozás létrehozásával.

Az első esethez sorolhatók a peremhangos hangforrások. Ezekben az áramló levegő valamilyen éles akadályba ütközik, és annak két oldalán felváltva többé-kevésbé periodikusan leszakadó légörvényeket hoz létre. Peremhangok szólaltatják meg a zúgattyút, az aeolhárfát és az ajaksípokat. Az ajaksíp esetében az éles perem egy rezonátorral van csatolva, így az örvények leválásának frekvenciája a rezonátor ehhez legközelebbi saját frekvenciájához igazodik, így állandó magasságú zenei hang jön létre. Az ajaksípos hangszerek közé tartozik például a fuvola, a furulya, a pánsíp, az okarina, és a legtöbb orgonasíp is ajaksíp.
A második esetben egy tartályban (ez lehet a szájüreg is) túlnyomást hozunk létre, és egy szelepszerű szerkezettel (ez általában rezgő rugalmas nyelv, de lehet összeszorított ajkunk is) lehetővé tesszük, hogy a nagyobb nyomású levegő egy kis adagja periodikusan a tartályon kívülre kerüljön, és ott pillanatnyi nyomásmaximumot hozzon létre. Ennek a nyílásnak a nyitását-zárását maga a kis mennyiségben kiáramló levegő végezheti, és frekvenciája rezonátorral való csatolással az előző esethez hasonlóan állandóvá tehető, szabályozható. Ezen az elven működnek a szabad nyelvsípos hangszerek, mint például a szájharmonika, a nádnyelves hangszerek, mint például a klarinét és az oboa, a tölcséres fúvókájú hangszerek, mint például a trombita, az orgona nyelvsípjai, sőt, bizonyos fokig az emberi hang is.

### Rezonátorok

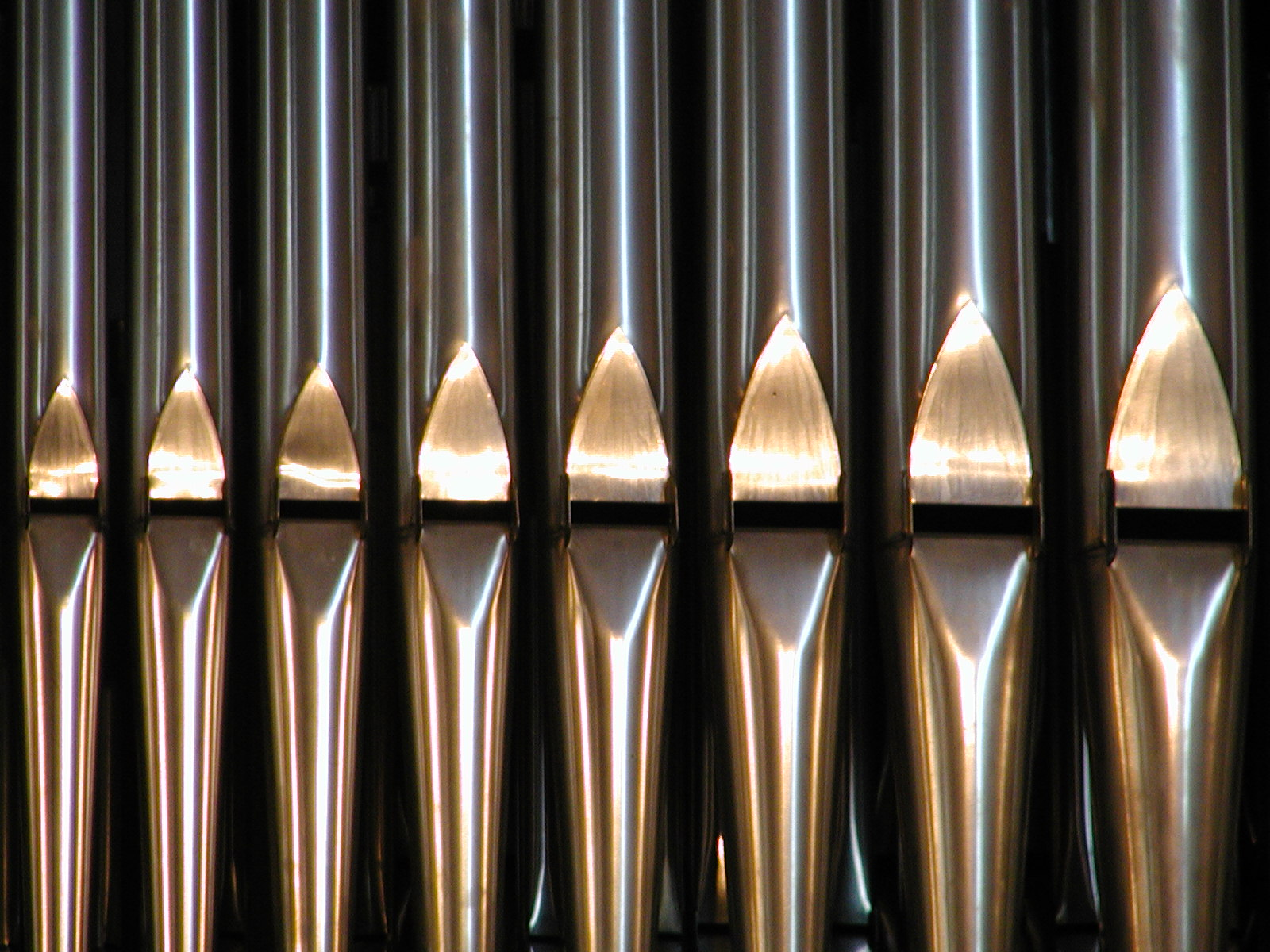
Az orgona ajaksípjai

A szabad aerofonok esetén nincs külön rezonátor, a szabad nyelvsípok esetében a hang létrehozásában közreműködő rezgő rugalmas fémnyelv egyben rezonátorként is működik, így az ilyen hangkeltő eszköz magában is képes stabil zenei hangot kiadni, azt a térbe sugározni.
Nem cső alakú rezonátoruk van az olyan ajaksípos hangszereknek, mint az okarina vagy a zergekürt. Ezeknek a hangszereknek a működése Helmholtz-rezonátorként írható le.
Cső alakú rezonátorok esetén a hangkeltő az üreget kitöltő levegőoszlop saját rezgéseit gerjeszti, melynek során abban állóhullámok keletkeznek. Ezeknek a saját rezgéseknek a frekvenciái függenek a cső hosszától, formájától, illetve attól, hogy
1. mindkét végén zárt,
2. mindkét végén nyitott, vagy
3. egyik végén zárt, másik végén nyitott csőről van-e szó.

A mindkét végén zárt cső hangszernek alkalmatlan, mivel a hang itt nem csatolódik ki a külvilágba.
Mindkét végén nyitott cső esetén a végeken nyomási csomópont, sebességi maximum van. Ilyen a nyitott ajaksípok rezonátora, mivel ezek sebességgel vezérelt rendszerek, a síp felőli végük is szükségszerűen nyitottnak minősül.
Ebben az esetben az {\displaystyle f_{n}} sajátfrekvenciák:
{\displaystyle f_{n}={\frac {n}{2l}}c}
ahol n = 1, 2, 3,…; l = a cső hossza; c = a hangsebesség
Egyik végén zárt, másik végén nyitott cső esetén a zárt végen nyomási maximum, sebességi csomópont van, a nyitott végén pedig nyomási csomópont, sebességi maximum. Ilyen a fedett ajaksípok rezonátora, illetve minden olyan sípé, amely nyomással vezérelt rendszert alkot, mint a nyelvsípok. Az utóbbi esetben a csőnek a hangkeltő szerkezet felőli vége minősül zártnak, a másik vége csak nyitott lehet.
Ebben az esetben az {\displaystyle f_{n}} sajátfrekvenciák:
{\displaystyle f_{n}={\frac {(2n-1)}{4l}}c}
ahol n = 1, 2, 3,…; l = a cső hossza; c = a hangsebesség
(Ezeknél a képleteknél a torkolati korrekciót nem vettük figyelembe.)

### Sugárzók
Csőszerű rezonátorok hangja a nyitott végeken tud a szabadba kicsatolódni, tehát hallható léghangként a térben tovaterjedni. Például az orgona nyitott ajaksípja vagy a fuvola egyszerre sugároz hangot a hangkeltő nyíláson, illetve a cső végén. A fedett orgonasíp zárt vége viszont természetesen nem sugározhat, ezért van az, hogy ennek hangja halkabb, akusztikai teljesítménye gyengébb, mint a nyitott sípoké. Ha a rezonátorcső végét tölcsérszerűen képezzük ki, lehetővé tesszük, hogy a hangenergia nagyobb hányada csatolódjon ki a külvilágba, ugyanakkor ennek megfelelően csökken a rezgés fenntartására fordítható energiahányad.

## Hangsorok létrehozása
Hangsorok, dallamok létrehozására a többi hangszercsaládhoz hasonlóan itt is két fő módszer kínálkozik: vagy ugyanaz a hangszer, hangkeltő eszköz szól különböző hangmagasságokon (például fuvola, trombita), vagy a hangszer maga több, különböző hangmagasságokra előre behangolt hangkeltő eszköz sorozata, és levegőpótlást mindig csak az ezek közül éppen megszólaltatandó kap (orgona, szájharmonika).
Az aerofon hangszerek hangmagasságát a hangkeltő és a rezonátor tulajdonságainak, viselkedésének megváltoztatásával lehet módosítani. Egyik lehetőség erre a rezonátor különböző rezgési móduszainak, felhangjainak felhasználása: a natúrtrombita, a tilinkó kizárólag ezen az elven működik, de egyes orgonaregisztereknél is alkalmazzák (flûte harmonique). A másik megoldás a rezonátorcső rezgő légoszlopának hosszúságát megváltoztatni hanglyukak, tolócső vagy szelepek alkalmazásával, ahogy ezt a legtöbb fúvós hangszernél teszik. A legjellemzőbb e két módszer kombinálása, együttes alkalmazása.

## Levegőpótlás

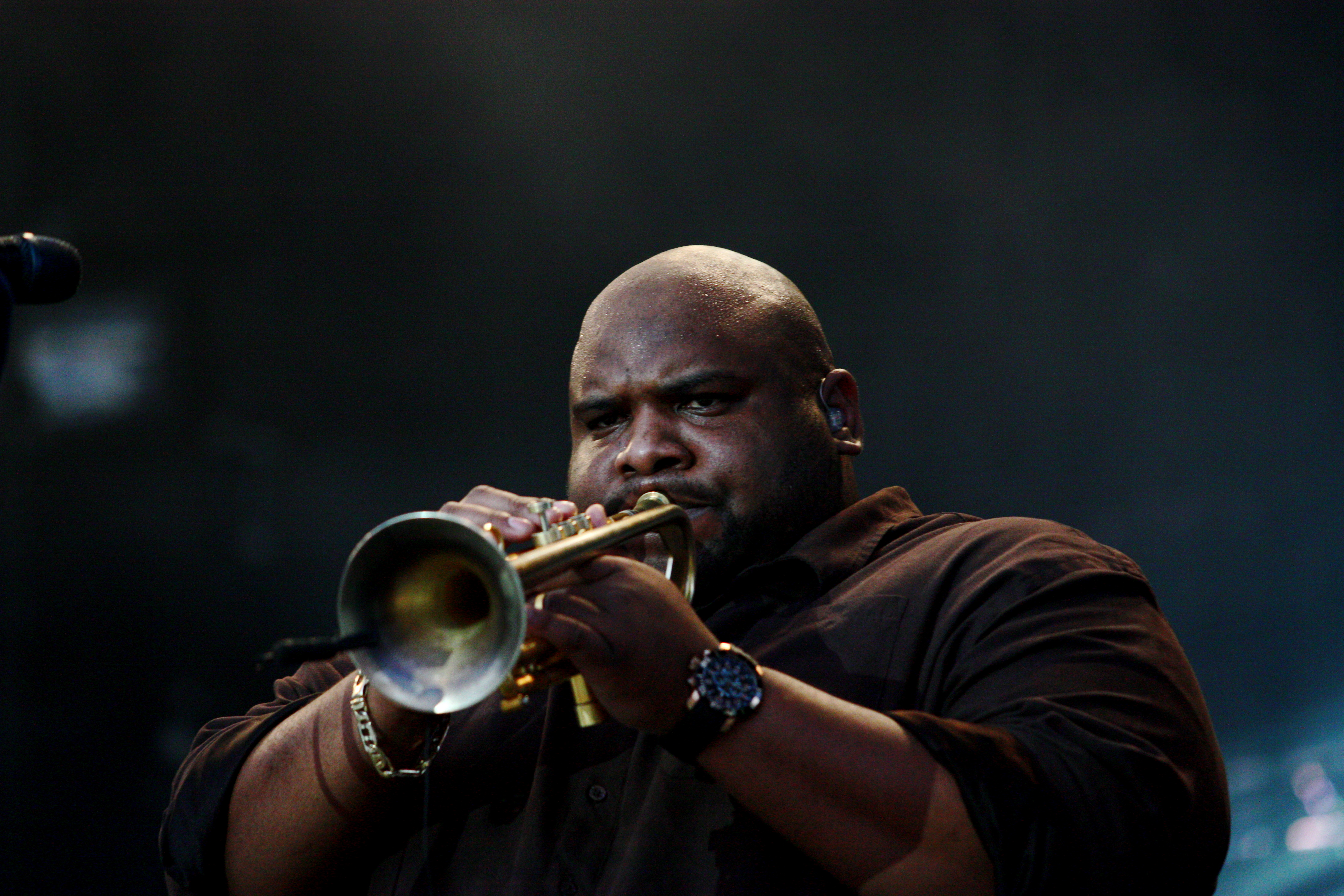
Dzsessztrombitás

A folyamatosan hangot adó aerofonok esetén a levegő áramlását vagy nyomását folyamatosan fenn kell tartani. Különleges eset a zúgattyúé, ahol ezt a hangszer pörgetésével valósítják meg. A légbefúvással működő hangszerek levegőpótlása történhet
- közvetlenül, mikor a zenész légzőszervei közvetlenül adagolják a levegőt a hangképzéshez, ezek a hétköznapi értelemben vett fúvós hangszerek;
- közvetetten, ha a tüdő csak egy tartályt tölt meg levegővel, hogy az adagolja folytonosan a levegőt, mint a duda esetében;
- kézi erővel, ha a hangszer egyszerű fújtatóval van egybeépítve, amit a zenész a karjával működtet, ilyen az harmonika, a bandoneón;
- mechanikusan, ha gépi szerkezettel működő fújtató és nyomáskiegyenlítő rendszer van a hangszerhez csatlakoztatva, mint az orgonánál.

Ha ezeket a megoldásokat egymással összevetjük, azt látjuk, hogy a legárnyaltabb zenei lehetőségekkel a közvetlen levegőbefúvású hangszer rendelkezik, kifejezőereje avatott kézben sok esetben a vonós hangszerekkel, sőt az emberi hanggal vetekszik.
A kézi erővel fújtatott harmonikaszerű hangszerek érzékeny levegőadagolási megoldása is érzelemgazdag zenei kifejezést, dinamikát tesz lehetővé úgy, hogy közben a többszólamú játékra is lehetőséget ad. Ez a magyarázata annak, hogy a világ minden táján elterjedtek elsősorban mint népzenei, szórakoztatózenei hangszerek.
A közvetett befúvású dudák voltak az első olyan aerofon hangszerek, amelyek megszakítás nélkül szinte bármeddig szólhattak. Régi korok tánczenéjében, katonazenéjében volt ennek elsősorban nagy jelentősége. Ezekben a műfajokban a hangképzés szükségszerű monotonitása, árnyalatlansága kimondottan előnyt jelentett.
A mechanikus levegőpótlású hangszereknél, amilyen a harmónium vagy az orgona, a zenész részben vagy teljesen mentesül a hang „energetikai” értelemben vett létrehozásától. Ezzel egyfelől lehetővé válik, hogy egymaga kezeljen akár egy egész zenekarnyi hangszert, másfelől a hang létrehozása szükségszerűen közvetettebbé, mechanikusabbá, kevésbé árnyalhatóvá válik.